# Vlag van Trøndelag

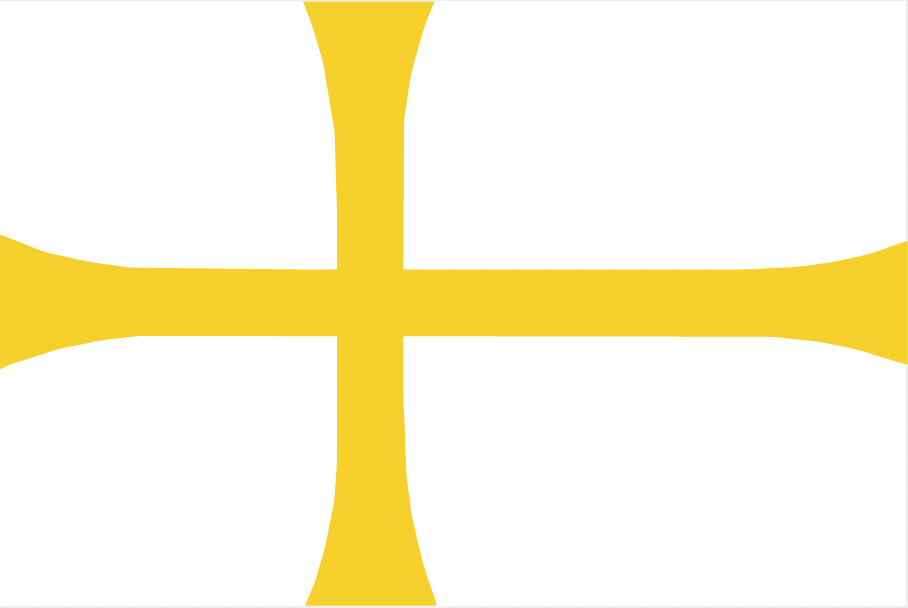
Vlag van Trøndelag

De vlag van Trøndelag is nooit officieel ingesteld als de provincievlag van de Noorse provincie Trøndelag, waar wel zodanig gebruikt. De vlag bestaat uit het provinciewapen op een wit veld.

## Verwante afbeeldingen

Wapen van Trøndelag